# Chotěbuz
Chotěbuz (deutsch Kotzobendz bzw. Kotzobenz, polnisch Kocobędz) ist eine Gemeinde in der Region Mährisch-Schlesien in Tschechien. Sie liegt fünf Kilometer nordöstlich von Český Těšín an der tschechisch-polnischen Staatsgrenze.

## Geographie
Chotěbuz befindet sich im Beskidenvorland auf einer Kuppe zwischen den Tälern der Olsa und Stonávka. Westlich führt die E 75/E 462 über die Olsa nach Polen. Im Osten führen die Staatsstraße 67 von Český Těšín nach Karviná und die Eisenbahn entlang der Olsa. Die Bahnstation Chotěbuz befindet sich in der Ortslage Podobora. Nördlich liegen die Steinkohlenzeche Důl ČSM und der Archeopark Podobora, im Westen die Talsperre Těrlicko.
Nachbarorte sind Louky und Kempy im Norden, Podobora und Marklowice im Nordosten, Zpupná Lhota und Boguszowice im Westen, Český Těšín im Südwesten, Mosty und Vyroubaný im Süden, Stanislavice im Südwesten, Pacalůvka im Westen sowie Albrechtice und Pardubice im Nordwesten.

## Geschichte
Die erste urkundliche Erwähnung des Dorfes erfolgte 1229 als Besitz des Benediktinerklosters Tyniec (später entstand das Kloster in Orlau). Das Kloster bewirtschaftete in Chotěbuz einen befestigten Hof. Nach der Auflösung des Klosters im 15. Jahrhundert wurde der Klosterhof zu einem selbständigen Gut und wurde 1447 an die Herrschaft Freistadt angeschlossen.
1559 überließ der Teschener Herzog Wenzel III. das Gut seinem Kanzler Wenzel Rudzky von Rudz. Dieser ließ den Hof zu einem befestigten Schlösschen ausbauen. Bis 1701 blieb Chotěbuz der Sitz der Rudzky von Rudz. Nach zahlreichen Besitzerwechseln erwarb 1771 Karl Josef Freiherr Trach von Březí das Schloss. 1802 erwarb die Teschener Kammer die Kotzobendzer Güter.
Nach der Aufhebung der Patrimonialherrschaften bilde Kotzobendz ab 1850 eine Gemeinde im Bezirk Teschen. 1871 eröffnete im Schloss die erste deutsche Landwirtschaftsschule. Nach dem Zusammenbruch der k.u.k. Monarchie wurde zunächst an der ethnischen die Grenze zwischen Polen und der Tschechoslowakei gezogen. Wegen des starken polnischen Bevölkerungsanteils beanspruchte auch Polen das Olsagebiet und es kam zum Polnisch-Tschechoslowakischen Grenzkrieg. Ab 1920 gehörte der Ort zum Bezirk Český Těšín. Nach dem Münchner Abkommen wurde Kocobędz 1938 an Polen angeschlossen und kam im Jahre darauf nach der Besetzung Polens zum Deutschen Reich. Bis 1945 gehörte Kotzobends zum Landkreis Teschen und kam nach Kriegsende zur Tschechoslowakei zurück.
Nach der Auflösung des Okres Český Těšín kam der Ort mit Beginn des Jahres 1961 zum Okres Karviná. 1975 erfolgte die Eingemeindung nach Český Těšín. Seit 1998 bildet Chotěbuz wieder eine eigenständige Gemeinde.
67 % der Einwohner von Chotěbuz sind Tschechen, stärkste nationale Minderheit sind mit 27 % die Polen.

## Gemeindegliederung
Für die Gemeinde Chotěbuz sind keine Ortsteile ausgewiesen. Zu Chotěbuz gehören die Ortslagen Obora (Hegerhäuser), Podobora (Thiergarten), und Zpupná Lhota (Allodial Ellgoth).

## Sehenswürdigkeiten

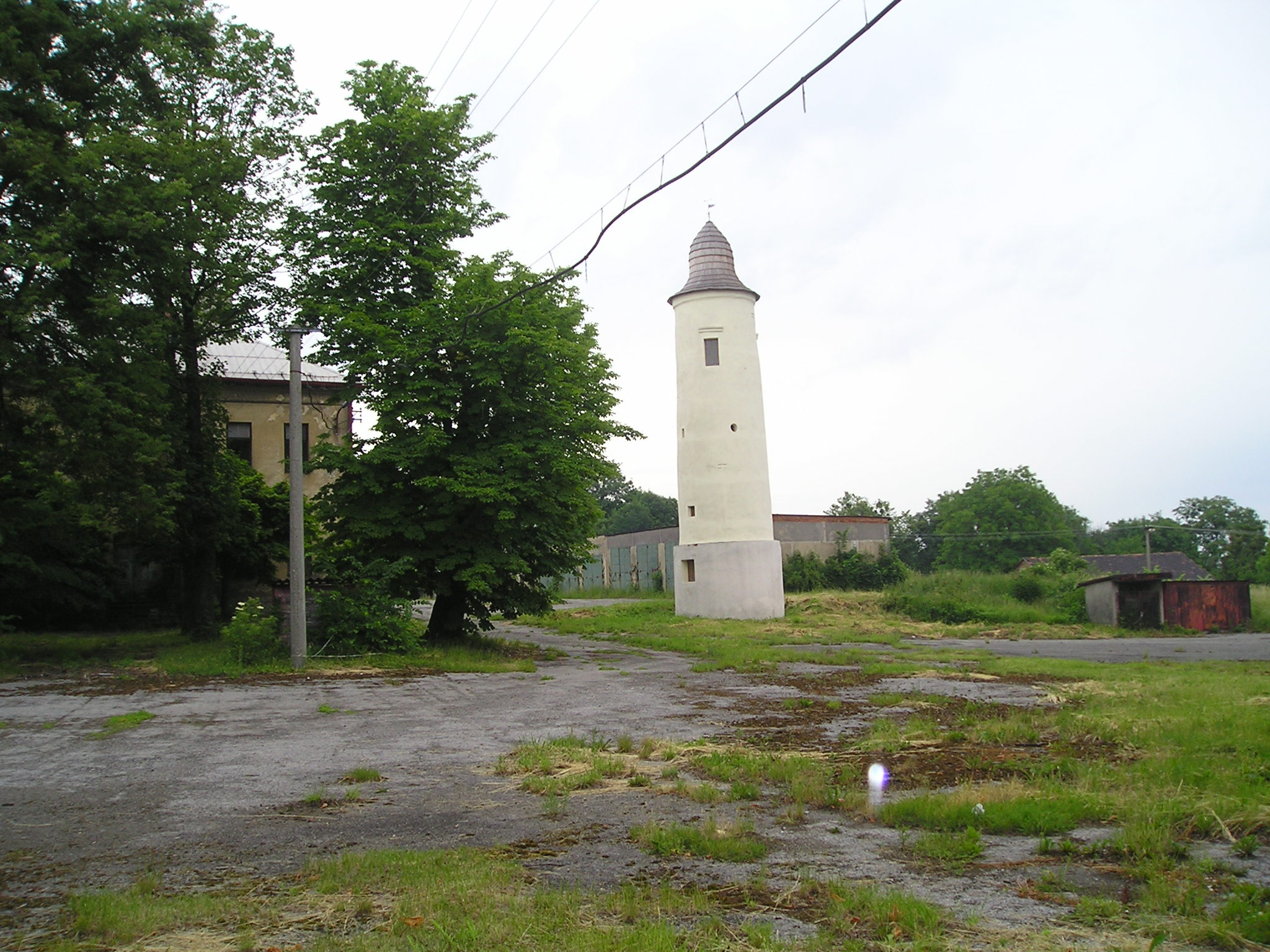
Wartturm Chotěbuz

- Schloss Chotěbuz, im 16. Jahrhundert entstand aus dem Klosterhof eine Renaissancefeste der Rudzký von Rudz, die am Anfang des 19. Jahrhunderts zu einem klassizistischen Schloss umgebaut wurde. 1871 wurde im Schloss eine Landwirtschaftsschule untergebracht.
- Wartturm des Klosterhofes aus dem 15. Jahrhundert
- Archeopark Podobora, an dem kleinen Olsazufluss Mlýnka wurde eine Burgstätte entdeckt, die eine Besiedlung von der Hallstattzeit bis zum ersten Drittel des 11. Jahrhunderts belegen
- Bunkerkette des Tschechoslowakischen Walls zwischen Zpupná Lhota und Podobora.

## Persönlichkeiten
- František Antonín Novák (1892–1964), Botaniker